# Commercial Bank of Ethiopia Sports Association
O Commercial Bank of Ethiopia Sports Association é um clube de futebol com sede em Addis Abeba, Etiópia. A equipe compete no Campeonato Etíope de Futebol.

## História
O clube foi fundado em 1975.